# Георг Ом
Георг Симон Ом (Ерланген, 16. март 1789 — Минхен, 6. јул 1854) је био немачки физичар.
Као средњошколски учитељ, Ом је започео истраживање електрохемијске ћелије, коју је скоро био открио милански гроф Алесандро Волта. Користећи опрему коју је сам направио, Ом је утврдио да је струја која тече кроз жицу директно пропорционална са површином попречног пресека и обрнуто пропорционална са њеном дужином — однос који је данас познат као Омов закон.
Користећи резултате својих експеримената, Ом је био у стању да дефинише суштински однос између волтаже, струје и отпора, што представља прави почетак анализе електричних кола.

## Биографија

### Детињство и младост
Георг Симон Ом рођен је у протестантској породици у Ерлангену, Бранденбург-Бајрот (тада део Светог римског царства), као син Јохана Волфганга Ома, бравара и Марије Елизабет Бек, ћерке кројача у Ерлангену. Иако његови родитељи нису били формално образовани, Омов отац био је угледан човек који се самостално образовао до високог нивоа и био је у стању да својим синовима пружи изврсно образовање. Од седморо деце у породици, само троје је преживело до пунолетства: Георг Симон, његов млађи брат Мартин, који је касније постао познати математичар, и његова сестра Елизабет Барбара. Мајка му је умрла кад је имао десет година.
Од раног детињства Георга и Мартина учио је њихов отац који их је довео до високих стандарда у математици, физици, хемији и филозофији. Георг Симон је похађао Ерланген Гимназију од једанаесте до петнаесте године, где је добио мало научног образовања.

### Живот на универзитету
Отац Џорџа Ома, забринут због тога што његов син не користи прилику да се образује, послао је Ома у Швајцарску. Тамо је септембра 1806 Ом прихватио место наставника математике у школи у Gottstadt bei Nidau. Карл Кристиан вон Лангдорф напустио је Универзитет у Ерлангену почетком 1809. године и запослио се на Универзитету у Хајделбергу. Ом је желео да поново започне своје математичке студије код Лангсдорфа у Хајделбергу. Лангсдорф је, међутим, саветовао Ома да се самостално бави математичким студијама и предложио је да Ом прочита дела Ојлера, Лапласеа и Лакроика. Ом је, невољно, послушао његов савет, али је напустио своје учитељско место у манастиру Готштад у марту 1809. године и постао приватни учитељ у Нојшателу. Две године обављао је своје дужности наставника, док је следио Лангсдорфов савет и наставио приватни студије математике. Затим се у априлу 1811. вратио на Универзитет у Ерлангену.

### Наставничка каријера
Омове студије су га припремиле за докторат који је стекао на Универзитету у Ерлангену 25. октобра 1811. Одмах се придружио тамошњем факултету као предавач математике, али је након три семестра отишао зато што ту није видео перспективу. Није могао да преживи од плате предавача. Баварска влада понудила му је место наставника математике и физике у неквалитетној школи у Бамбергу, што је Ом прихватио у јануару 1813. Незадовољан послом, Џорџ је почео да пише основни уџбеник из геометрије као начин да докаже своје способности. Та школа је затворена у фебруару 1816. године. Баварска влада послала је Ома у пренатрпану школу у Бамбергу да помогне у настави математике.
После задатка у Бамбергу, Ом је послао свој завршени рад пруском краљу Вилијаму III. Краљ је био задовољан Омовом књигом и понудио је Ому место у језуитској гимназији у Келну 11. септембра 1817. Ова школа је имала репутацију доброг научног образовања и од Ома се захтевало да предаје и физику поред математике. Лабораторија за физику била је добро опремљена, омогућавајући Ому да започне експерименте из физике. Као син бравара, Ом је имао неко практично искуство са механичким уређајима.
Ом је објавио Die galvanische Kette, (Математички истражен галвански круг) 1827. Омов колеџ није ценио његов рад и Ом је поднео оставку на својој функцији. Затим је поднео пријаву и запослио се у Политехничкој школи у Нирнбергу. Ом је 1833. године стигао у Политехничку школу у Нирнбергу, а 1852. године постао је професор експерименталне физике на Универзитету у Минхену.
Ом је 1849. године објавио Beiträge zur Molecular-Physik. У предговору овог дела рекао је да се нада да ће написати други и трећи део „а ако ми Бог да дужину дана, четврти“. Међутим, када је открио да је шведски научник очекивао оригинално откриће забележено у њему, није га објавио, рекавши: „Епизода је за мој ум дала свеж и дубок смисао изреци„ Човек предлаже, а Бог располаже “ Пројекат који је дао први замах мом истраживању распршио се у маглу, а на његовом месту је изведен нови, који нисам дизајнирао.

### Смрт
Ом је умро у Минхену 1854, и сахрањен је у Алтер Судфриедхофу. Збирка његових породичних писама била би састављена у немачкој књизи, која показује да је некада своја писма потписивао изразом "Gott befohlen, G S Ohm," што значи „Бог је заповедио Џ. С. Ом “.

## Откриће Омовог закона
Омов закон се први пут појавио у чувеној књизи Die galvanische Kette, mathematisch bearbeitet (Галвански круг истражен математички) (1827) у којој је дао своју комплетну теорију електрицитета. У овом раду је навео да је његов закон за електромоторну силу која делује између крајева било ког дела кола производ јачине струје и отпора тог дела кола.
Књига почиње математичком позадином неопходном за разумевање остатка дела. Иако је његов рад у великој мери утицао на теорију и примену струје електрицитета, је у то време био хладно прихваћен. Ом своју теорију представља као теорију граничног дејства, теорију која се супротставља концепту акције на даљину. Ом је веровао да се комуникација електрицитета догађала између „суседних честица”, што је израз који је он сам користио. Рад се бави овом идејом, а посебно илустровањем разлика у овом Омовом научном приступу и приступима Жозефа Фуријеа и Клода-Луја Навијеа.
Студију концептуалног оквира који је Ом користио у стварању Омовог закона представио је Томас Арчибалд. Омов рад је означио рани почетак предмета теорије кола, иако је ово постало важно поље тек крајем века.

## Ohm's acoustic law
Ohm's acoustic law, sometimes called the acoustic phase law or simply Ohm's law, states that a musical sound is perceived by the ear as a set of a number of constituent pure harmonic tones.  It is well known to be not quite true.

## Студија и публикације
Његов први рад из 1825. године испитивао је смањење електромагнетне силе коју производи жица како се дужина жице повећава. Године 1826, дао је опис проводљивости у колима по узору на Фуријеову студију проводљивости топлоте. Овај рад је наставио Омово извођење резултата из експерименталних доказа и, посебно у другом, био је у стању да предложи законе који су увелико објаснили резултате других који су радили на галванском електрицитету. Најважнији је био његов памфлет објављен у Берлину 1827. под насловом Die galvanische Kette mathematisch bearbeitet. Овај рад, чија се клица појавила током претходне две године у часописима Швајгера и Погендорфа, извршио је значајан утицај на развој теорије и примене електричне струје. Омово име је уграђено у терминологију науке о електрици у Омовом закону (који је први пут објавио у Die galvanische Kette...), пропорционалности струје и напона у отпорнику, и усвојено је као СИ јединица отпора, ома (симбол Ω).
Иако је Омов рад снажно утицао на теорију, у почетку је био примљен са мало ентузијазма. Међутим, његов рад је на крају признало Краљевско друштво својом доделом Коплијеве медаље 1841. године. Он је постао страни члан Краљевског друштва 1842, а 1845. редовни члан Баварске академије наука и хуманистичких наука. У извесној мери, Чарлс Витстон је скренуо пажњу на дефиниције које је Ом увео у области физике.

### Радови
- Grundlinien zu einer zweckmäßigen Behandlung der Geometrie als höheren Bildungsmittels an vorbereitenden Lehranstalten [Guidelines for an appropriate treatment of geometry in higher education at preparatory institutes] (на језику: немачки). Palm und Enke. 1817  — преко Google Books.

Erlangen : Palm und Enke, 1817. – XXXII, 224 S., II Faltbl. : graph. Darst. (PDF, 11.2 MB) Архивирано на веб-сајту  (25. јануар 2021)
- Die galvanische Kette : mathematisch bearbeitet (на језику: немачки). Berlin: T.H. Riemann. 1827  — преко Google Books.

Berlin : Riemann, 1827. – 245 S. : graph. Darst. (PDF, 4.7 MB)
- - English translation: The Galvanic circuit investigated mathematically. Превод: Francis, William. New York: D. Van Nostrand Company. 1891  — преко Google Books.
- Beiträge zur Molecular-Physik. Erster Band. Elemente der analytischen Geometrie im Raume am schiefwinkligen Coordinatensysteme [Contributions to molecular physics. First volume. Elements of analytic geometry concerning the skew coordinate system] (на језику: немачки). Nürnberg: Schrag. 1849  — преко Internet Archive.

Nürnberg : Schrag, 1849. – XII, 590 S. – (Ohm, Georg S.: Beiträge zur Molecular-Physik ; 1) (PDF, 81 MB) Архивирано на веб-сајту  (25. јануар 2021)
- Erklärung aller in einaxigen Krystallplatten zwischen geradlinig polarisirstem Lichte wahrnehmbaren Interferenz-Erscheinungen in mathematischer Form mitgetheilt (на језику: немачки). München: k. bayr. Akademie der Wissenschaften.
  - Erste Hälfte [First half], 1852 — via Munich Digitization Center
  - Zweite Hälfte [Second half], 1853 — via Google Books
- Grundzüge der Physik als Compendium zu seinen Vorlesungen [Fundamentals of physics: Compendium of lectures]. Nürnberg: Schrag.

Nürnberg : Schrag, 1854. – X, 563 S. : Ill., graph. Darst. Erschienen: Abth. 1 (1853) – 2 (1854) (PDF, 38 MB) Архивирано на веб-сајту  (25. јануар 2021)
- - Erste Abtheilung, Allgemeine Physik [Volume 1 General Physics], 1854 — via Google Books
  - Zweite Abtheilung, Besondere Physik [Volume 2 Special Physics], 1854 — via Google Books
- Bibliography and PDF files of all articles and books by Georg Simon Ohm

## Спољашње везe
- Енциклопедија Britannica,чланак " Георг Симон Ом"
- O'Connor, John J.; Robertson, Edmund F. „Георг Ом”. MacTutor History of Mathematics archive. University of St Andrews.
- „Ohm, Georg Simon”. The American Cyclopædia. 1879.